# بیمارستان فاطمه الزهرا (مهریز)
بیمارستان فاطمه الزهرا بیمارستانی است درمانی واقع در شهر مهریز، استان یزد وابسته به دانشگاه علوم پزشکی یزد است که در سال ۱۳۷۲ با ۹۶ تخت افتتاح شد.